# Tricyclea
Tricyclea är ett släkte av tvåvingar. Tricyclea ingår i familjen spyflugor.

## Dottertaxa tillTricyclea, i alfabetisk ordning[1]
- Tricyclea analis
- Tricyclea bifrons
- Tricyclea bipartita
- Tricyclea bivittata
- Tricyclea claripennis
- Tricyclea colasbelcouri
- Tricyclea decora
- Tricyclea deemingi
- Tricyclea diffusa
- Tricyclea dubia
- Tricyclea evanida
- Tricyclea fasciata
- Tricyclea flavida
- Tricyclea flavipennis
- Tricyclea kivuensis
- Tricyclea lachaisei
- Tricyclea latifrons
- Tricyclea major
- Tricyclea martini
- Tricyclea moucheti
- Tricyclea nigroseta
- Tricyclea ochracea
- Tricyclea paradubia
- Tricyclea patersoni
- Tricyclea patrizii
- Tricyclea perpendicularis
- Tricyclea semicinerea
- Tricyclea semithoracica
- Tricyclea similis
- Tricyclea somereni
- Tricyclea spiniceps
- Tricyclea unipuncta
- Tricyclea vansomereni
- Tricyclea voltae